# Aloipo ooldeae
Aloipo ooldeae är en insektsart som beskrevs av Evans 1934. Aloipo ooldeae ingår i släktet Aloipo och familjen dvärgstritar. Inga underarter finns listade i Catalogue of Life.